# Zimní olympijské hry 1972
XI. Zimní olympijské hry se uskutečnily ve dnech 3. až 13. února roku 1972. Jejich dějištěm se stalo Sapporo v Japonsku. Byly to první Zimní olympijské hry uspořádané na asijské půdě. Zúčastnilo se jich 1106 sportovců z 35 zemí.

## Volba

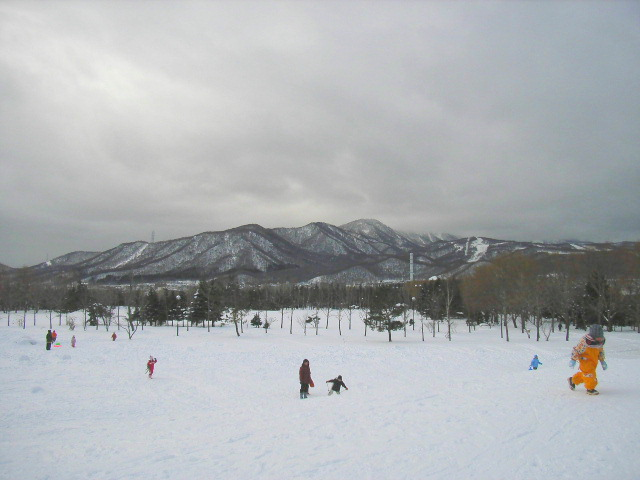
Teine Inazumi park. V pozadí dějiště sjezdových disciplín

Sapporo muselo čekat na uspořádání Zimních olympijských her velmi dlouho. Sice již roku 1936 na zasedání MOV v Berlíně bylo Sapporu přiděleno uspořádání zimní části olympiády v roce 1940, zatímco letní část mělo téhož roku hostit Tokio. Po roce 1937, kdy Japonsko začalo otevřenou válku proti Číně, však byly veškeré přípravy na olympijské hry ze strany japonské vlády zastaveny. Díky následně vypuknuvší druhé světové válce se poté neuskutečnily ani olympijské hry v roce 1940, ani v roce 1944.
Podruhé se pokoušelo Sapporo získat pořádání olympijských her v roce 1968, ale přednost dostal francouzský Grenoble. Novou šanci dostalo Sapporo v roce 1966, kdy na dubnovém 64. zasedání MOV v Římě zvítězilo s celkovým počtem 36 hlasů v hlasování o uspořádání Zimních olympijských her v roce 1972. Za Sapporem tak zůstal kanadský Banff se 16 hlasy, americké Salt Lake City a finské Lahti, které dostaly po 4 hlasech.

## Emblém
Vzhled oficiálního emblému olympijských her v Sapporu je dílem výtvarníka jménem Kazumasa Nagai. Jeho návrh byl vybrán jako vítězný z návrhů osmi předních japonských designérů. Je zkombinován ze tří částí.
- Vrchní část představuje symbol Japonska - vycházející slunce.
- Střední část symbolizuje zimu pomocí sněhové vločky.
- Spodní část obsahuje olympijský emblém se slovy „Sapporo '72“.

## Sportoviště
Stejně jako před osmi lety Tokio Letní olympijské hry i Sapporo se připravilo na hry velmi dobře. Všechny olympijské objekty byly nově postavené a nacházely se mimo vlastní město. Centrem se stalo středisko Makomanai, ležící devět kilometrů na jih od Sappora. Výstavba sportovišť si vyžádala na tehdejší dobu obrovské finanční prostředky. Např. stavbu sjezdových tratí provádělo 12.500 pracovníků a 850 buldozerů za pomoci 8 tun trhavin. Travní semeno pak bylo rozséváno na tratě z helikoptér.
- Městská sportoviště
  - Makomanai Park
    - Makomanai rychlobruslařský stadion¹ - zahajovací ceremoniál, rychlobruslení
    - Makomanai krytý zimní stadion¹ - lední hokej, krasobruslení, závěrečný ceremoniál
    - Olympijská vesnice¹
    - Tiskové centrum¹

  - Mikaho Indoor Skating Rink¹ - krasobruslení
  - Tsukisamu Indoor Skating Rink¹ - lední hokej
  - Makomanai Běžecký okruh¹ - klasické lyžování
  - Makomanai Biatlonový okruh¹ - biatlon

- Horská sportoviště
  - Vrch Teine (839 m)¹ - slalomové lyžařské disciplíny, boby, saně
  - Vrch Okurayama² - 90m skokanský můstek
  - Vrch Miyanomori¹ - 70m skokanský můstek
  - Vrch Eniwa (1320 m)¹ - sjezdové lyžařské disciplíny

¹ Nové objekty vystavěné v době příprav na Olympijské hry.
² Existující objekty přestavěné nebo zrekonstruované v době příprav na Olympijské hry.

## Olympijský oheň
Olympijský oheň pro Sapporo byl zažehnut v řecké Olympii 28. prosince 1971. O den později byl olympijský oheň letecky dopraven do Japonska na Okinawu. Na Nový rok 1972 byl pak olympijský oheň znovu letecky převezen do Tokia. Zde začala vlastní štafeta s olympijskou pochodní, která se od města Nirasaki rozdělila na dvě části. Jedna probíhala při východním a jedna při západním pobřeží Honšú.
Do Sappora oheň dorazil 29. ledna a následující dne proběhl uvítací a spojovací ceremoniál ohňů z jednotlivých tras na Sněhové festivalu v parku Odotori. 3. února při zahajovacím ceremoniálu dovezla na stadion Makomanai olympijský oheň bruslařka Tsujimaraová, která po obkroužení tří čtvrtin oválu předala pochodeň poslednímu členu štafety - Hideki Takadovi. Tam pak po vyběhnutí 103 schodů zapálil olympijský oheň v srpkovité zlaté míse.

## Kalendář soutěží
| ÚC | Úvodní ceremoniál | ● | Soutěžní den disciplíny | 1 | Finále disciplíny | ZC | Závěrečný ceremoniál |

| Únor               | 3. Čt | 4. Pá | 5. So | 6. Ne | 7. Po | 8. Út | 9. St | 10. Čt | 11. Pá | 12. So | 13. Ne | Finále |
| ------------------ | ----- | ----- | ----- | ----- | ----- | ----- | ----- | ------ | ------ | ------ | ------ | ------ |
| Ceremoniály        | ÚC    |       |       |       |       |       |       |        |        |        | ZC     |        |
| Alpské lyžování    |       |       | 1     |       | 1     | 1     | ●     | 1      | 1      |        | 1      | 6      |
| Běh na lyžích      |       | 1     |       | 1     | 1     |       | 1     | 1      |        | 1      | 1      | 7      |
| Biatlon            |       |       |       |       |       |       | 1     |        | 1      |        |        | 2      |
| Boby               |       | ●     | 1     |       |       |       |       |        | ●      | 1      |        | 2      |
| Krasobruslení      |       | ●     | ●     | ●     | 1     | 1     | ●     |        | 1      |        |        | 3      |
| Lední hokej        | ●     | ●     | ●     | ●     | ●     | ●     | ●     | ●      |        | ●      | 1      | 1      |
| Rychlobruslení     |       | 1     | 1     | 1     | 1     |       | 1     | 1      | 1      | 1      |        | 8      |
| Saně               |       | ●     | ●     |       | 2     |       |       | 1      |        |        |        | 3      |
| Severská kombinace |       | ●     | 1     |       |       |       |       |        |        |        |        | 1      |
| Skoky na lyžích    |       |       |       | 1     |       |       |       |        | 1      |        |        | 2      |
| Celkem disciplín   |       | 2     | 4     | 3     | 6     | 2     | 3     | 4      | 5      | 3      | 3      | 35     |
| Kumulativní součet |       | 2     | 6     | 9     | 15    | 17    | 20    | 24     | 29     | 32     | 35     |        |

## Zúčastněné státy
| - Argentina - Austrálie - Belgie - Bulharská lidová republika - Československo - Čína - Filipíny - Finsko - Francie - Írán - Itálie - Japonsko |  | - Jižní Korea - Jugoslávie - Kanada - KLDR - Libanon - Lichtenštejnské knížectví - Maďarsko - Mongolsko - NDR - Nizozemsko - Norsko - Nový Zéland |  | - Polsko - Rakousko - Rumunská socialistická republika - Řecko - Sovětský svaz - SRN - Španělský stát - Švédsko - Švýcarsko - USA - Velká Británie |

Mapa zúčastněných zemí

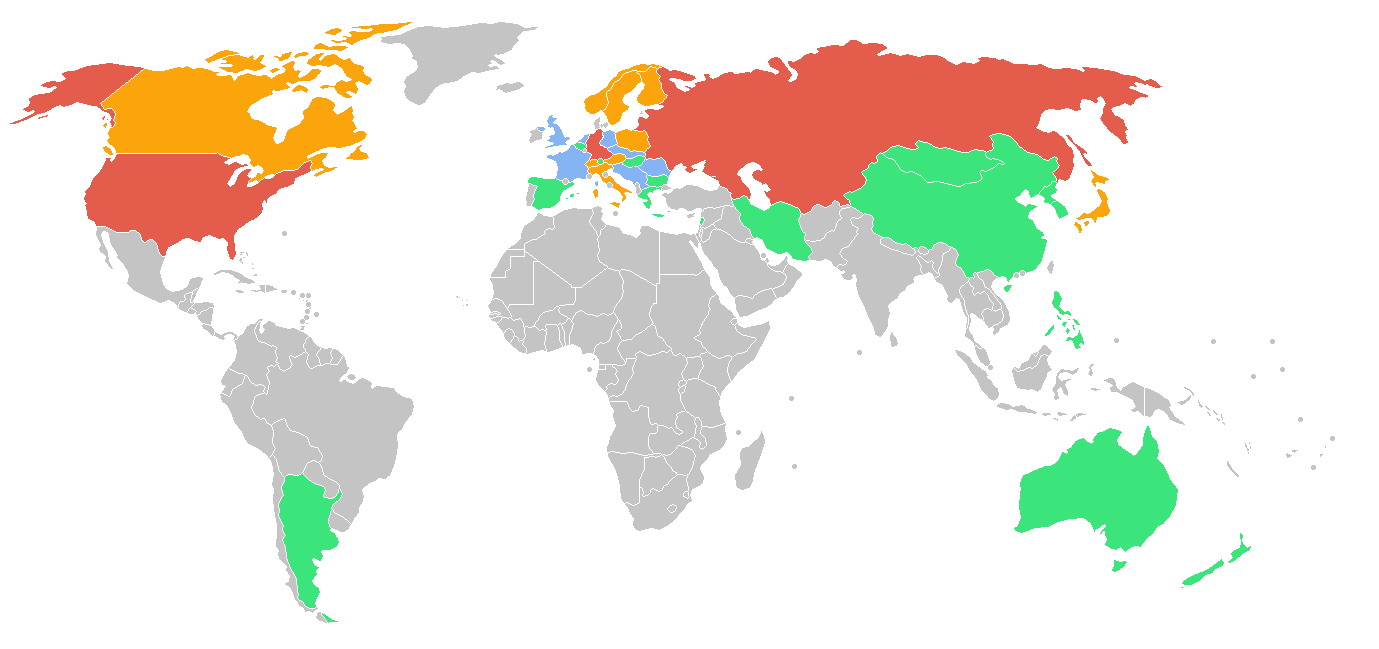
35 zúčastněných států:
Neúčastní se
1-9 sportovců
10-49 sportovců
50-99 sportovců
přes 100 sportovců

Olympiády se zúčastnilo 35 zemí ze 4 kontinentů. Nejpočetnější byla výprava Spojených států amerických se 123 sportovci. Naproti tomu po 1 sportovci vyslaly do Sappora Belgie a Maďarsko. Československo reprezentovalo na XI. Zimních olympijských hrách 44 sportovců, z toho 40 mužů a 4 ženy. Při zahajovacím ceremoniálu byl vlajkonošem československé výpravy skokan na lyžích, Jiří Raška.
- nejmladším sportovcem olympiády byla sovětská krasobruslařka Marina Sanaia (* 7.1.1959).
- nejstarším sportovcem olympiády byl bobista Spojených států amerických W. Hall (* 12.9.1925).
- nejvyšším sportovcem her byl švýcarský bobista E. Hubbacher (201 cm).
- nejnižšími sportovci byli lyžařky H. Takahashi, A. Akasaka z Japonska, Milena Chlumová z Československa a krasobruslařka Linda Connolly z Velké Británie s výškou 150 cm.
- nejnižší váhu ze sportovců her měla Marina Sanaia (38 kg).
- největší váhu ze sportovců měl rakouský bobista H. Eichinger (105 kg).

## Program her
Program hokejového turnaje je uveden již s ohledem na výsledky kvalifikace, proběhlé ve dnech 3. a 4. února. Zápasy jsou řazeny v daném dni podle časové posloupnosti, ve které probíhaly.
|  | Zahajovací ceremoniál |  | Kvalifikace a zápasy ve skupinách |  | Finále |  | Závěrečný ceremoniál |

| Ceremoniály     |                                  |                                        |                                     |                                  |
| Běh na lyžích   |                                  | 30 km - Muži                           |                                     | 10 km - Ženy                     |
| Biatlon         |                                  |                                        |                                     |                                  |
| Boby            |                                  | 1 a 2 jízdy - Dvojboby                 | 3 a 4 jízdy - Dvojboby              |                                  |
| Krasobruslení   |                                  | Povinné cviky - Ženy                   | Povinné cviky - Ženy                | Povinné cviky - Sport. dv.       |
| Lední hokej     | ČSSR-Japonsko Švédsko-Jugoslávie | USA-Švýcarsko SRN-Polsko Finsko-Norsko | Švédsko-USA ČSSR-Polsko SSSR-Finsko | Norsko- Jugoslávie Švýcarsko-SRN |
| Rychlobruslení  |                                  | 5000 m - Muži                          | 500 m - Muži                        | 1500 m - Muži                    |
| Sáně            |                                  | 1 a 2 jízdy - Muži 1 a 2 jízdy - Ženy  | 3 jízdy - Ženy                      |                                  |
| Sdružený závod  |                                  | Skoky K70 - Jednotlivci                | Běh 15 km - Jednotlivci             |                                  |
| Alpské lyžování |                                  |                                        | Sjezd - Ženy                        |                                  |
| Skoky na lyžích |                                  |                                        |                                     | Střední můstek (K70)             |
| Den             | 3 (Čt)                           | 4 (Pá)                                 | 5 (So)                              | 6 (Ne)                           |

| Ceremoniály     |                                                                       |                                               |                                                        |                                                                          |
| Běh na lyžích   | 15 km - Muži                                                          |                                               | 5 km - Ženy                                            | 50 km - Muži                                                             |
| Biatlon         |                                                                       |                                               | 20 km - Muži                                           |                                                                          |
| Boby            |                                                                       |                                               |                                                        |                                                                          |
| Krasobruslení   | Volné jízdy - Ženy                                                    | Volné jízdy - Sport. dv. Povinné cviky - Muži | Povinné cviky - Muži                                   |                                                                          |
| Lední hokej     | SSSR-Švédsko SRN-Jugoslávie Švýcarsko-Japonsko ČSSR-USA Finsko-Polsko | ČSSR-Finsko                                   | Jugoslávie-Japonsko Švédsko-Polsko SRN-Norsko SSSR-USA | Norsko-Japonsko SSSR-Polsko Švýcarsko-Jugoslávie Finsko-USA ČSSR-Švédsko |
| Rychlobruslení  | 10000 m - Muži                                                        |                                               | 1500 m - Ženy                                          | 500 m - Ženy                                                             |
| Sáně            | 3, 4 jízdy – Muži 4 jízdy - Ženy                                      |                                               |                                                        | 1, 2 jízda - Dvojice                                                     |
| Sdružený závod  |                                                                       |                                               |                                                        |                                                                          |
| Alpské lyžování | Sjezd - Muži                                                          | Obří slalom - Ženy                            | Obří slalom - Muži                                     | Obří slalom - Muži                                                       |
| Skoky na lyžích |                                                                       |                                               |                                                        |                                                                          |
| Den             | 7 (Po)                                                                | 8 (Út)                                        | 9 (St)                                                 | 10 (Čt)                                                                  |

| Ceremoniály     |                        |                                          |                          |
| Běh na lyžích   |                        | 3 x 5 km - Ženy                          | 4 x 10 km - Muži         |
| Biatlon         | 4 x 7,5 km - Muži      |                                          |                          |
| Boby            | 1 a 2 jízda - Čtyřboby | 3 a 4 jízda - Čtyřboby                   |                          |
| Krasobruslení   | Volné jízdy - Muži     |                                          |                          |
| Lední hokej     |                        | Švýcarsko-Norsko SRN-Japonsko Polsko-USA | Švédsko-Finsko SSSR-ČSSR |
| Rychlobruslení  | 1000 m - Ženy          | 3000 m - Ženy                            |                          |
| Sáně            |                        |                                          |                          |
| Sdružený závod  |                        |                                          |                          |
| Alpské lyžování | Slalom speciál - Ženy  | Slalom speciál - Muži                    | Slalom speciál - Muži    |
| Skoky na lyžích | Velký můstek (K90)>    |                                          |                          |
| 11 (Pá)         | 12 (So)                | 13 (Ne)                                  |                          |

## Zajímavé momenty
- Před zahájením olympiády se zdálo, že největším problémem her bude počasí. Např. slavnostní otevření olympijské vesnice doprovázel nepředstavitelný liják a vypadalo to, že olympiáda se bude konat bez přírodního sněhu. Pak se ale počasí umoudřilo a po dobu soutěží byla průměrná teplota −8 °C a výška sněhové pokrývky 88 cm. O tom jak byl termín olympiády přesně vypočítán svědčí i to, že pouhé 4 hodiny po zhasnutí olympijského ohně opět přišel bouřlivý déšť a s ním i prudká obleva, která zlikvidovala celou sněhovou přikrývku.

- Tři dny před zahájením olympijských her vypukl do té doby zatím největší skandál v osmačtyřicetileté historii zimních olympiád. Čtyřiaosmedesátiletý předseda MOV Avery Brundage se na závěr svého funkčního období rozhodl pokračovat ve svém celoživotním tažení proti profesionalismu i na těchto hrách. Komise MOV pro amatérismus pod vedením Australana Hugh Weira předložila tomuto orgánu seznam zhruba 40 sjezdových lyžařů, o kterých měli nezvratné důkazy o poskytování svého jména pro reklamu. MOV po dlouhém jednání nakonec poměrem hlasů 28:14 odhlasoval vyloučení jediného sportovce – rakouského sjezdaře, mistra světa a velkého favorita Karla Schranze. Rakouská výprava chtěla na protest opustit Sapporo, ale sám Schranz ji přesvědčil, aby zůstala. Poté se rakouský idol vrátil co nejrychleji do Vídně, kde ho manifestačně přivítalo minimálně 100.000 lidí.

- Podobně dopadli i kanadští hokejisté. Na olympiádu chtěli vyslat tým s několika profesionály ze zámořských soutěží, což zdůvodnili účastí hráčů z východního bloku, tzv. profesionálních amatérů, které platí stát. Pro zamítavý postoj MOV se však nakonec rozhodli olympijských her nezúčastnit. Poprvé v historii zimních olympiád se tak hrál hokejový turnaj bez účasti kanadských hokejistů.

- Poprvé při zahajovacím aktu mohli pochodovat sportovci z Německé demokratické republiky pod vlastní vlajkou a pod svým přesným názvem.

- Hrdiny olympijských her se stali nizozemský rychlobruslař Ard Schenk, který vyhrál tři ze čtyř disciplín, když o medaili na 500 m ho připravil pád a sovětská běžkyně na lyžích Galina Kulakovová, která vyhrála obě individuální běžecké disciplíny a poté pomohla jako finišmanka k vítězství i sovětské štafetě. Přitom se do nominace na hry protlačila až na poslední chvíli po dlouhé nemoci.

- Hrdinkou sjezdového lyžování se stala ani ne 18letá Švýcarka Marie-Theres Nadigová, která, přestože jí i její trenér předpovídal velkou budoucnost až na příští olympiádě, zvítězila ve sjezdu a obřím slalomu. Dvě zlaté medaile si z her vezl domů také sovětský běžec na lyžích Vjačeslav Veděnin.

- Ve slalomu mužů došlo k překvapivému vítězství španělského lyžaře Ochoi na úkor velkého favorita, Itala Gustava Thoeniho, který ale získal zlatou medaili v obřím slalomu. Ochoa se tak stal prvním španělským olympijským vítězem v historii zimních olympiád. Dvacet let poté získala jeho sestra Blanca bronz na olympiádě v Albertville, taktéž ve slalomu.

- Triumfem japonských skokanů skončil závod na středním můstku. První zlato ze zimních olympijských her vybojoval Jukio Kasaja a na stupně vítězů ho doprovodili jeho dva kamarádi z národního týmu.

- Obrovským překvapením však dopadl závod na velkém můstku, kde ve větrné loterii pomohl nárazový vítr v prvém kole polskému skokanovi Wojciechu Fortunovi ke skoku dlouhému 111 metrů. Sám Fortuna to komentoval slovy: „Prvním skokem jsem dal k.o. soupeřům, druhým ho dám sám sobě.“ Jeho předpověď se málem vyplnila, druhý skok byl dlouhý jen 87,5 metru a málem ho předstihl Švýcar Walter Steiner, který nakonec skončil druhý o pouhou desetinu bodu.

- Nor Magnar Solberg se stal prvním biatlonistou, který obhájil titul olympijského vítěze z minulé olympiády.

- V ženském krasobruslení zvítězila díky perfektním povinným jízdám rakouská závodnice Beatrix Schubová, i když ve volných jízdách skončila až sedmá. I tato skutečnost posílila názory, že v krasobruslení je zapotřebí odstranit preferenci povinných cviků. Ještě téhož roku Mezinárodní krasobruslařská federace změnila bodování tak, že obě části se proporčně vyrovnali a do soutěže vstoupil i tzv. krátký program.

- V Sapporu načala svou sbírku tří zlatých medailí na třech olympiádách po sobě sovětská krasobruslařka Irina Rodninová a vyrovnala se tak legendární norské krasobruslařce Sonje Henieové. Zlato v soutěží sportovních dvojic získala s Alexejem Ulanovem.

- Jediným prokázaným dopingem na olympiádě bylo zjištění efedrinu u kapitána západoněmecké hokejové reprezentace Aloise Schlodera.

- Hry v Sapporu byly také posledními hrami, kde se ještě závodilo s celodřevěnými lyžemi.

- Na těchto olympijských hrách se poprvé v ledním hokeji zároveň nehrálo o titul olympijského šampióna a o tituly mistrů světa a Evropy. Došlo tak v olympijském roce k definitivnímu oddělení těchto turnajů.

- Po olympijských hrách, těsně před mistrovstvím světa v Praze, odstoupil z funkce kapitána československé hokejové reprezentace Josef Černý. Až po 28 letech prozradil, že se tak rozhodl na protest proti nátlakové akci funkcionářů z vedení olympijské výpravy, kteří si jeho, Jiřího Holíka a Václava Nedomanského pozvali před závěrečným zápasem turnaje se Sovětským svazem na pohovor. Snažili se je přemluvit, aby tento zápas vypustili ve prospěch soupeře, což pozvaní hokejisté odmítli a Sovětský svaz si tak olympijské zlato musel vybojovat vlastními silami, což nakonec také dokázal.

## Výsledky

### Výsledky podle jednotlivých sportovních odvětví
Prohlédněte si prvních 10 sportovců v následujících sportovních odvětvích (včetně umístění československých reprezentantů):
- Běh na lyžích
- Biatlon
- Boby
- Krasobruslení
- Lední hokej
- Rychlobruslení
- Sáně
- Sdružený závod
- Alpské lyžování
- Skoky na lyžích

## Počet medailí podle údajů mezinárodního olympijského výboru
| Pořadí | Země                                 | Zlato | Stříbro | Bronz | Celkem |
| 1      | Sovětský svaz (URS)                  | 8     | 5       | 3     | 16     |
| 2      | Německá demokratická republika (GDR) | 4     | 3       | 7     | 14     |
| 3      | Švýcarsko (SUI)                      | 4     | 3       | 3     | 10     |
| 4      | Nizozemsko (NED)                     | 4     | 3       | 2     | 9      |
| 5      | Spojené státy americké (USA)         | 3     | 2       | 3     | 8      |
| 6      | Západní Německo (FRG)                | 3     | 1       | 1     | 5      |
| 7      | Norsko (NOR)                         | 2     | 5       | 5     | 12     |
| 8      | Itálie (ITA)                         | 2     | 2       | 1     | 5      |
| 9      | Rakousko (AUT)                       | 1     | 2       | 2     | 5      |
| 10     | Švédsko (SWE)                        | 1     | 1       | 2     | 4      |
| 11     | Japonsko (JPN)                       | 1     | 1       | 1     | 3      |
| 12     | Československo (TCH)                 | 1     | 0       | 2     | 3      |
| 13     | Polsko (POL)                         | 1     | 0       | 0     | 1      |
| 13     | Španělsko (ESP)                      | 1     | 0       | 0     | 1      |
| 15     | Finsko (FIN)                         | 0     | 4       | 1     | 5      |
| 16     | Francie (FRA)                        | 0     | 1       | 2     | 3      |
| 17     | Kanada (CAN)                         | 0     | 1       | 0     | 1      |
| Celkem | Celkem                               | 36    | 34      | 35    | 105    |

## Nejúspěšnější sportovci na hrách
| Pos  | Sportovec               | Stát                         | Sportovní odvětví | Zlatá | Stříbrná | Bronzová | Celkem |
| ---- | ----------------------- | ---------------------------- | ----------------- | ----- | -------- | -------- | ------ |
| 1-2  | Galina Kulakovová       | Sovětský svaz (URS)          | Běh na lyžích     | 3     | -        | -        | 3      |
| 1-2  | Ard Schenk              | Nizozemsko (NED)             | Rychlobruslení    | 3     | -        | -        | 3      |
| 3    | Vjačeslav Vedenin       | Sovětský svaz (URS)          | Běh na lyžích     | 2     | -        | 1        | 3      |
| 4    | Marie-Therèse Nadigová  | Švýcarsko (SUI)              | Alpské lyžování   | 2     | -        | -        | 2      |
| 5    | Paal Tyldum             | Norsko (NOR)                 | Běh na lyžích     | 1     | 2        | -        | 3      |
| 6-10 | Dianne Holumová         | Spojené státy americké (USA) | Rychlobruslení    | 1     | 1        | -        | 2      |
| 6-10 | Stien Baasová-Kaiserová | Nizozemsko (NED)             | Rychlobruslení    | 1     | 1        | -        | 2      |
| 6-10 | Alevtina Oljuninová     | Sovětský svaz (URS)          | Běh na lyžích     | 1     | 1        | -        | 2      |
| 6-10 | Fjodor Simašev          | Sovětský svaz (URS)          | Běh na lyžích     | 1     | 1        | -        | 2      |
| 6-10 | Gustav Thöni            | Itálie (ITA)                 | Alpské lyžování   | 1     | 1        | -        | 2      |